# バイフォビア

バイセクシュアル・プライド・フラッグ

バイフォビア（英語: biphobia）は、両性愛者（バイセクシュアル）に対する嫌悪感・拒絶・偏見などのこと。セクシャルマイノリティに対する偏見として広義で使われることの多いホモフォビアに比べ、バイフォビアは両性愛者に対してのみ使われる。

## 語源と用法
Biphobiaはhomophobia（ホモフォビア）と同じパターンのかばん語である。homophobiaが元になっており、bisexualに由来する英語のneo-classical prefixのbi-（「2」を意味する） と語根-phobia（「恐怖」を意味するギリシア語: φόβος、phóbosから来ている）からなる。
transphobia （トランスフォビア）やhomophobia（ホモフォビア）と同様に、LGBTの人々に対する偏見や差別を表すために使われる用語の1つである。形容詞形のbiphobicは、バイフォビアに関連する物事や様子を意味する。あまり一般的ではない名詞形のbiphobeは、バイフォビアの気持ちを抱えている人を表すために使われる。
biphobiaという用語は、1992年にKathleen Bennettが「バイセクシュアルに対する偏見」や「『人生の選択としてのバイセクシュアル』に対する軽蔑」を表現するために初めて導入された。 その後、この単語の意味は次のように定義された。
単にバイセクシュアルという社会的・性的なアイデンティティに属するというだけの理由から、男性または女性を軽蔑または批判する描写または言説、または、バイセクシュアルの人たちが権利を主張することを拒否すること
Biphobiaは、臨床心理学で定義される意味でのphobia（恐怖症）とは異なり（例：不安障害）、意味や用法は、xenophobia（外国人嫌悪）と似ている。

## バイセクシュアルの消去
男女の異性愛が正常であり、同性愛が異常とされる社会（ヘテロセクシズム）では、両方の性を愛する両性愛は存在しないという考えがある。
同性愛者のコミュニティにおいても両性愛者の存在否定は見られることがある。異性愛規範が強い社会においては、本来は同性愛者である一個人は、自身のセクシュアリティを正確に自認するまでに長期間を要することがある。その過程において、同性愛者である当事者は、一時的に両性愛者だと誤って自認することがある。また、最初は異性愛に目覚め、その後両性愛を経て同性愛者になる者もいる。そのような経験を持つ同性愛者にとって、両性愛はカミングアウトの過程にすぎない。また、彼らは、両性愛を真のセクシュアリティではないと考えたり、あるいは同性愛への移行過程にあると考えることがある。こうした人々が持つ両性愛に対する態度は敵対的でない場合もあるが、それもまたバイセクシュアル（両性愛）の消去であり、バイセクシュアル差別の表れである。

### バイセクシュアリティに対する嫌悪
両性愛者のことを正しく理解することなく嫌悪感、偏見を抱くことを指す。両性愛者は異性と同性の恋人が同時期、または時間差でできた時には、最終的には異性を選ぶ傾向が指摘されており、そのことに対する同性愛者の反感も含まれる。
同性結婚や同性カップルが養子を引き取ることが認められていない社会では、両性愛者が子供を持つことを願えば、自ずと異性を選ぶことになる。このように異性との恋愛は結婚や出産に結びつくことが多いが、同性とは性的な関係のみで終わることが多い。こうした異性との恋愛・結婚を優先しがちな一部両性愛者への同性愛者の反感も存在する。
またセクシュアル・マイノリティの一部は、特に男性において、社会的に認められている異性愛結婚制度の中で異性と結婚し、家庭という安全地帯に身を置きながら、同性の愛人との不倫に走ったり、同性同士の出会いの場で性交渉を繰り返す者もいる。その中には、婚外不倫関係を求める両性愛者と、同性愛者でありながら自身のセクシュアリティを偽り異性と結婚している同性愛者の両方がいる。（ただし1960年代後半以降に生まれた同性愛者は、異性と結婚せず、同性愛者として生きる傾向にあるといわれている。）